# Anthoine Lussier
Pour les articles homonymes, voir Lussier.
Anthoine Lussier (né le 8 février 1983 à Bonneville) est un joueur professionnel de hockey sur glace franco-canadien-
suisse. Il dispose également d'une licence suisse.

## Carrière

### En club
Fils de Michel Lussier, frère de Jonathan Lussier et neveu de Jean Lussier,, Anthoine Lussier naît le 8 février 1983 à Bonneville. 
Titulaire d'une licence suisse qui lui permet de ne pas être compté comme un joueur étranger, il a passé toute sa carrière dans le championnat suisse. 
Il commence sa carrière professionnelle lors de la saison 2000-2001, jouant en ligue junior élite au HC Fribourg-Gottéron, il dispute 24 matchs pour l'équipe première en LNA. La saison suivante, il rejoint le HC Sierre-Anniviers en LNB. Depuis, il est resté dans cette ligue en rejoignant successivement le HC La Chaux-de-Fonds en 2003, HC Sierre-Anniviers de nouveau en 2004 et Lausanne HC depuis 2006. Il retourne à La Chaux-de-Fonds au cours de la saison 2007-2008 à cause de mauvais rapports avec son entraîneur Kevin Ryan[réf. souhaitée], à la suite d’un échange avec Nicolas Bernasconi. Il revient à Lausanne en 2009. 
Pendant sa carrière il obtient 5 titres de vice champions suisse de LNB, pour sa dernière saison il décroche enfin le titre de champion suisse de LNB. Il se retire de la Ligue Nationale au terme de la saison 2009-2010, il s'engage avec le HC Red Ice Martigny-Verbier-Entremont, en première ligue (troisième division) pour la saison 2010-2011 avec pour ambition d'aider le club bas-valaisan à rejoindre la LNB. Puis il prend sa retraite sportive.

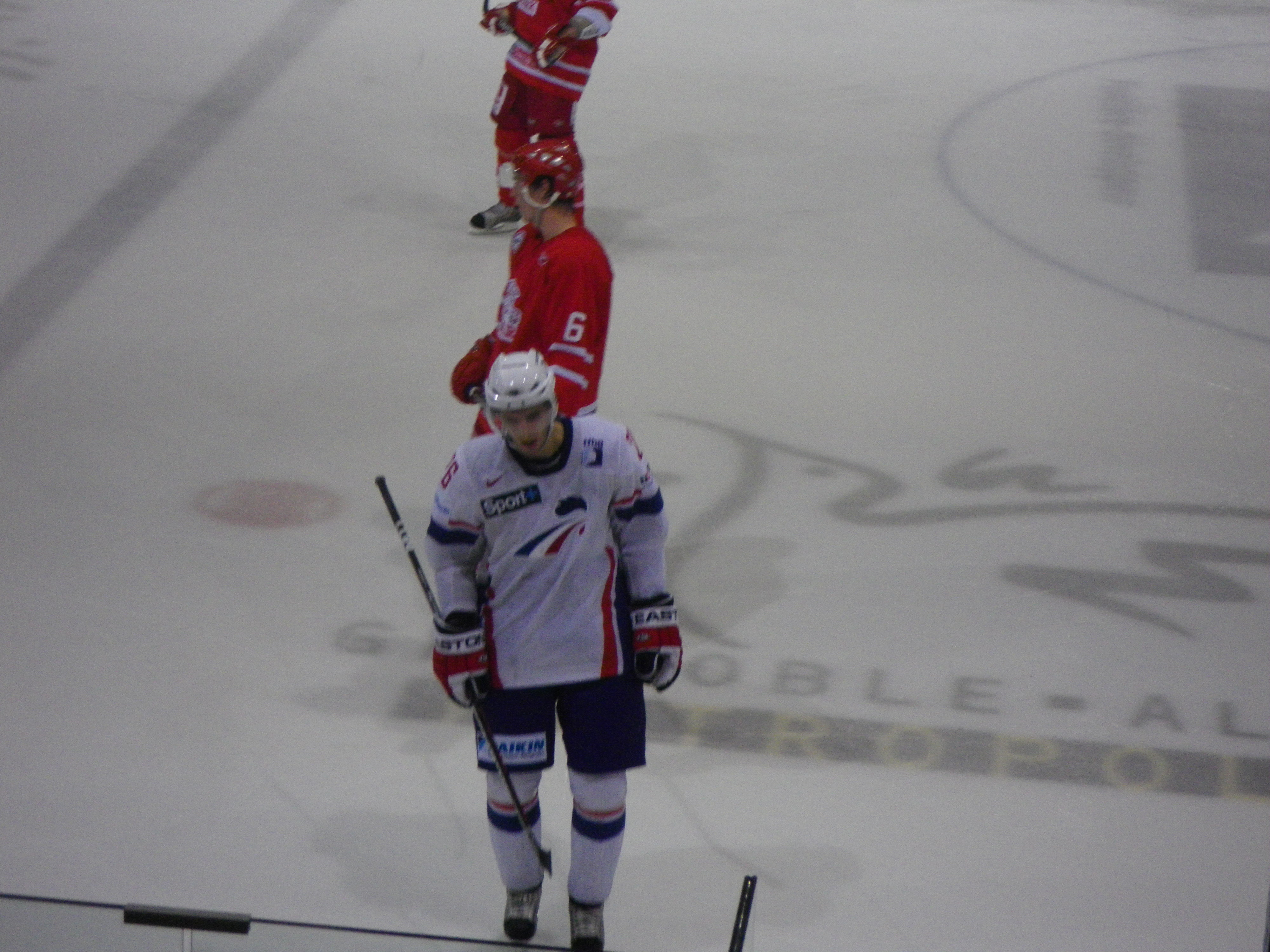
Lussier avec la France.

### En équipe nationale
Il représente l'Équipe de France de hockey sur glace lors des compétitions suivantes :
- Championnat du monde
- 2006 - 2e du championnat du monde groupe A division I
- 2007 - 1er du championnat du monde groupe A division I et promotion dans l'élite mondial.
- 2008 - championnat du monde Québec-Halifax (Canada)
- 2009 - championnat du monde Bern- Zürich (Suisse)
- 2010 - championnat du monde Mannheim - Cologne (Allemagne)

## Statistiques
| Saison     | Équipe                   | Ligue            |     | Saison régulière | Saison régulière | Saison régulière | Saison régulière | Saison régulière |    | Séries éliminatoires | Séries éliminatoires | Séries éliminatoires | Séries éliminatoires | Séries éliminatoires |
| Saison     | Équipe                   | Ligue            | PJ  | B                | A                | Pts              | Pun              | PJ               | B  | A                    | Pts                  | Pun                  |                      |                      |
| 2000-2001  | HC Fribourg-Gottéron U20 | Juniors Élites A | 30  | 11               | 8                | 19               | 46               | -                | -  | -                    | -                    | -                    |                      |                      |
| 2000-2001  | HC Fribourg-Gottéron     | LNA              | 24  | 0                | 0                | 0                | 0                | -                | -  | -                    | -                    | -                    |                      |                      |
| 2000-2001  | HC Guin Bulls            | 1re ligue        | 22  | 4                | 2                | 6                |                  | -                | -  | -                    | -                    | -                    |                      |                      |
| 2001-2002  | HC Sierre-Anniviers      | LNB              | 19  | 1                | 2                | 3                | 0                | -                | -  | -                    | -                    | -                    |                      |                      |
| 2002-2003  | HC Sierre-Anniviers      | LNB              | 26  | 4                | 1                | 5                | 2                | -                | -  | -                    | -                    | -                    |                      |                      |
| 2003-2004  | HC La Chaux-de-Fonds     | LNB              | 45  | 11               | 6                | 17               | 12               | -                | -  | -                    | -                    | -                    |                      |                      |
| 2004-2005  | HC Sierre-Anniviers      | LNB              | 35  | 2                | 2                | 4                | 37               | 14               | 6  | 1                    | 7                    | 2                    |                      |                      |
| 2005-2006  | HC Sierre-Anniviers      | LNB              | 38  | 12               | 18               | 30               | 30               | 16               | 4  | 3                    | 7                    | 8                    |                      |                      |
| 2006-2007  | Lausanne HC              | LNB              | 41  | 9                | 7                | 16               | 20               | 8                | 3  | 3                    | 6                    | 2                    |                      |                      |
| 2007-2008  | Lausanne HC              | LNB              | 22  | 2                | 5                | 7                | 2                | -                | -  | -                    | -                    | -                    |                      |                      |
| 2007-2008  | HC La Chaux-de-Fonds     | LNB              | 24  | 4                | 7                | 11               | 8                | 16               | 5  | 1                    | 6                    | 20                   |                      |                      |
| 2008-2009  | HC La Chaux-de-Fonds     | LNB              | 43  | 14               | 17               | 31               | 45               | 15               | 4  | 2                    | 6                    | 12                   |                      |                      |
| 2009-2010  | Lausanne HC              | LNB              | 44  | 8                | 3                | 11               | 36               | 20               | 0  | 1                    | 1                    | 8                    |                      |                      |
| 2010-2011  | HC Red Ice               | 1re ligue        | 17  | 5                | 8                | 13               | 16               | 16               | 11 | 14                   | 25                   | 14                   |                      |                      |
| 2011-2012  | HC Renens                | 2e ligue         | 21  | 24               | 12               | 36               | 20               | 2                | 1  | 1                    | 2                    | 2                    |                      |                      |
| 2012-2013  | HC Renens                | 2e ligue         | 18  | 17               | 14               | 31               | 48               | 2                | 5  | 1                    | 6                    | 12                   |                      |                      |
| 2013-2014  | HC Renens                | 2e ligue         | 12  | 6                | 7                | 13               | 8                | 3                | 1  | 2                    | 3                    | 2                    |                      |                      |
| 2014-2015  | HC Renens                | 2e ligue         | 8   | 5                | 3                | 8                | 6                | -                | -  | -                    | -                    | -                    |                      |                      |
| Totaux LNB | Totaux LNB               | Totaux LNB       | 337 | 67               | 68               | 135              | 192              | 89               | 22 | 11                   | 33                   | 52                   |                      |                      |

| Année | Équipe | Compétition             |   | PJ | B | A | Pts | Pun | +/- |
| 2006  | France | Championnat du monde D1 | 5 | 0  | 2 | 2 | 2   | +2  |     |
| 2007  | France | Championnat du monde D1 | 5 | 1  | 1 | 2 | 14  | +5  |     |
| 2008  | France | Championnat du monde    | 5 | 0  | 0 | 0 | 4   | -1  |     |
| 2009  | France | Championnat du monde    | 6 | 2  | 0 | 0 | 0   | 0   |     |
| 2010  | France | Championnat du monde    | 6 | 0  | 1 | 0 | 0   | 0   |     |